# マルク・グエイ
マルク・グエイ（Marc- Guéhi, 2000年7月13日 - ）は、コートジボワール・アビジャン出身のプロサッカー選手。プレミアリーグ・クリスタル・パレス所属。イングランド代表。ポジションはディフェンダー。
本人によると、名前は「マーク・ゲイー」と発音している。

## 経歴

### クラブ
アビジャンで生まれたが、1歳の時にロンドンに移住した。教役者の父の下、宗教にも親しんだ幼少期を過ごした。クレイ・ワンダラーズの下部組織に6歳の時に加入、2年後にチェルシーの下部組織に移った。2017年にユースでトレブルを達成した際にはレギュラーとして出場していた。同年9月に3年のプロ契約を締結した。翌シーズンはユースで四冠を記録した。
2019年5月12日にプレミアリーグで初のベンチ入り。その後、UEFAチャンピオンズリーグ 2019-20でもベンチ入りをした。EFLカップ3回戦で選手初出場。
2020年1月10日にフットボールリーグ・チャンピオンシップのスウォンジー・シティに半年の期限付き移籍。U-17代表で指導を受けたスティーヴ・クーパーの下で再び指導を受けることとなった。25日に移籍後初出場。その後4試合でスターティングメンバーとして出場したが1試合も勝てず、監督も「若い選手がすぐにインパクトを残すのは厳しい」と述べた。2020年8月26日に期限付き移籍が1シーズン延長された。翌シーズンはレギュラーとして出場し4位に貢献した。プレーオフでも全試合に出場した。
2021年7月18日に移籍金推定1,800万ポンドの5年契約でクリスタル・パレスに移籍、クリスティアン・ベンテケ、ママドゥ・サコーに次ぐ歴代3位の移籍金額での移籍となった。チェルシーは買い戻しオプションをつけた。

### 代表
イングランドとコートジボワール双方の代表資格を有する。
U-17代表ではUEFA U-17欧州選手権2017で主将を務め、準優勝に貢献した、2017 FIFA U-17ワールドカップのメンバーにも選出され、優勝した。
U-21代表には2019年8月から選ばれ、2021年9月6日に主将に就任した。

## 個人成績

### クラブ
| 国内大会個人成績 | 国内大会個人成績   | 国内大会個人成績 | 国内大会個人成績   | 国内大会個人成績 | 国内大会個人成績 | 国内大会個人成績 | 国内大会個人成績 | 国内大会個人成績 | 国内大会個人成績 | 国内大会個人成績 | 国内大会個人成績 |
| 年度             | クラブ             | 背番号           | リーグ             | リーグ戦         | リーグ戦         | リーグ杯         | リーグ杯         | オープン杯       | オープン杯       | 期間通算         | 期間通算         |
| 年度             | クラブ             | 背番号           | リーグ             | 出場             | 得点             | 出場             | 得点             | 出場             | 得点             | 出場             | 得点             |
| イングランド     | イングランド       | イングランド     | イングランド       | リーグ戦         | リーグ戦         | FLカップ         | FLカップ         | FAカップ         | FAカップ         | 期間通算         | 期間通算         |
| ---------------- | ------------------ | ---------------- | ------------------ | ---------------- | ---------------- | ---------------- | ---------------- | ---------------- | ---------------- | ---------------- | ---------------- |
| 2019-20          | チェルシー         | 44               | プレミアリーグ     | 0                | 0                | 2                | 0                | 0                | 0                | 2                | 0                |
| 2019-20          | スウォンジー       | 2                | チャンピオンシップ | 12               | 0                | -                | -                | -                | -                | 12               | 0                |
| 2020-21          | スウォンジー       | 5                | チャンピオンシップ | 40               | 0                | 0                | 0                | 2                | 0                | 42               | 0                |
| 2021-22          | クリスタル・パレス | 6                | プレミアリーグ     | 36               | 2                | 1                | 0                | 5                | 2                | 42               | 4                |
| 2022-23          | クリスタル・パレス | 6                | プレミアリーグ     | 37               | 1                | 2                | 0                | 1                | 0                | 40               | 1                |
| 2023-24          | クリスタル・パレス | 6                | プレミアリーグ     | 25               | 0                | 2                | 0                | 2                | 0                | 29               | 0                |
| 2024-25          | クリスタル・パレス | 6                | プレミアリーグ     | 34               | 3                | 4                | 0                | 6                | 0                | 44               | 3                |
| 通算             | イングランド       | イングランド     | チャンピオンシップ | 52               | 0                | 0                | 0                | 2                | 0                | 54               | 0                |
| 通算             | イングランド       | イングランド     | プレミアリーグ     | 132              | 6                | 11               | 0                | 14               | 2                | 155              | 8                |
| 総通算           | 総通算             | 総通算           | 総通算             | 184              | 6                | 11               | 0                | 16               | 2                | 209              | 8                |

### 代表
| イングランド代表 | 国際Aマッチ | 国際Aマッチ |
| 年               | 出場        | 得点        |
| ---------------- | ----------- | ----------- |
| 2022             | 3           | 0           |
| 2023             | 6           | 0           |
| 2024             | 13          | 0           |
| 2025             | 1           | 0           |
| 通算             | 23          | 0           |

## タイトル

### クラブ
クリスタル・パレス
- FAカップ（2024-25）[41]

### 代表
イングランド U-17
- FIFA U-17ワールドカップ（2017）[38]